# In girum imus nocte et consumimur igni
In girum imus nocte et consumimur igni es una película de Guy Debord rodada en 1978 y estrenada en el cine en 1981. Es la sexta y última película de Debord.
La película de 95 minutos describe la sociedad de consumo y la alienación capitalista, poniendo en evidencia la condición de esclavos modernos. Además de ser una de las películas más críticas hacia la sociedad moderna, también relata algunas etapas de la vida de Debord.
El título latín es un palíndromo que significa : « Damos vueltas en la noche y somos consumidos por el fuego ». Este palíndromo fue utilizado posteriormente por Umberto Eco en su novela El nombre de la rosa (1980).

## Cita
"Se puede afirmar con certeza que ninguna contestación real se llevará a cabo por individuos que, al exhibirla, se elevan socialmente más de lo que se hubieran elevado absteniéndose. Lo cual no hace sino imitar el ejemplo notorio de este floreciente personal sindical y político, siempre dispuesto a prolongar por un milenio más la queja del proletariado, con el único fin de conservarle un defensor." - Guy Debord, In girum imus nocte